# Jason Morgan (Leichtathlet)

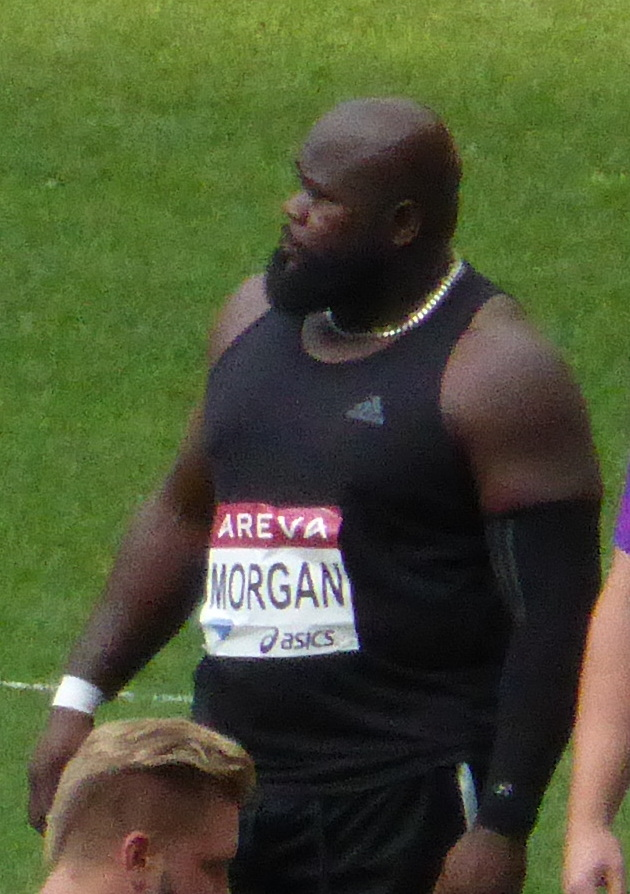
Jason Morgan (2015)

Jason Morgan (* 6. Oktober 1982 in Kingston) ist ein jamaikanischer Diskuswerfer.
Bei den Zentralamerika- und Karibikspielen 2006 gewann er Silber. 2007 wurde er Zehnter bei den Panamerikanischen Spielen in Rio de Janeiro und schied bei den Weltmeisterschaften in Osaka in der Qualifikation aus.
2009 holte er Bronze bei den Zentralamerika- und Karibikmeisterschaften und 2010 Gold bei den Zentralamerika- und Karibikspielen. 2011 siegte er bei den Zentralamerika- und Karibikmeisterschaften, scheiterte bei den Weltmeisterschaften in Daegu in der Vorrunde und wurde Siebter bei den Panamerikanischen Spielen in Guadalajara.
Bei den Olympischen Spielen 2012 in London kam er nicht über die erste Runde hinaus.
2014 gewann er Bronze bei den Commonwealth Games in Glasgow und wurde Dritter beim Continental-Cup in Marrakesch. Bei den Weltmeisterschaften 2015 in Peking schied er erneut in der Qualifikation aus.
Am 6. Juni 2015 stellte er in Pearl mit 68,19 m den aktuellen jamaikanischen Rekord auf.